# Jeu-Maloches
Jeu-Maloches település Franciaországban, Indre megyében. Lakosainak száma 119 fő (2022. január 1.). Jeu-Maloches Écueillé, Gehée, Heugnes, Luçay-le-Mâle és Selles-sur-Nahon községekkel határos.

## Népesség
A település népességének változása:
| Lakosok száma | 230  | 175  | 160  | 133  | 131  | 132  | 127  | 118  | 118  | 119  |
|               | 1968 | 1982 | 1990 | 2006 | 2013 | 2015 | 2017 | 2019 | 2020 | 2022 |